# Álbum de banda sonora
Un álbum de banda sonora es un álbum que incorpora música directamente grabada de la banda sonora de una determinada película o un show televisivo. El primer álbum en ser lanzado comercialmente de esta manera fue Snow White and the Seven Dwarfs, la banda sonora de la película del mismo nombre de Walt Disney, en 1938. El primer álbum de banda sonora de una partitura orquestal de una película fue para la película de Alexander Korda de 1942, llamada Jungle Book, cumpuesto por Miklós Rózsa. Sin embargo, esta álbum añadió la voz de Sabu, el protagonista de la película, narrando la historia como el personaje Mowgli.

## Descripción
En los anuncios o en las listas en las tiendas, los álbumes de banda sonora a veces son confundidos con los álbumes de elenco original. Sin embargo, esos álbumes son hechos con el elenco original de escenario de un musical, y son grabados por dicho elenco ya sea en vivo o en estudio, y no transferidos desde la banda sonora de una película.
En algunos casos, el diálogo grabado puede ser incorporado en el álbum de banda sonora. Esto puede ser de dos maneras: clips de audio de la película misma (usados en los álbumes para Pulp Fiction y Apollo 13, por ejemplo) o radio dramas que implican la participación de los personajes en otros eventos (por ejemplo, King of Pirates, de FLCL). El primer inusual álbum de banda sonora de la película de 1939 El mago de Oz, publicado en 1956 en conjunción con la primera teledifusión de la película, fue virtualmente una versión condensada de la película, con suficiente diálogo en el álbum como para que el oyente esté apto para seguir fácilmente la trama, como también lo fueron el primer álbum de banda sonora de Romeo y Julieta de 1968 y los álbumes de banda sonora de The Taming of the Shrew (versión de 1967), Cromwell, y Pequeño gran hombre. En el caso de Patton, el contenido del álbum contaba con la partitura musical de la película, mientas que las pistas inicial y final contaban con las voces de George C. Scott que abrían y cerraban la película. El más inusual álbum de banda sonora de la película de misterio de 1972 llamada La huella fue diseñada como una clase de intriga, con las voces de Laurence Olivier y Michael Caine escuchadas durante los tres primeros minutos, después de las cuales el diálogo fue abruptamente interrumpido por la partitura musical de la película, forzando a los oyentes a "ver la película si deseaban saber de qué se trataba todo el misterio".
En raras ocasiones, fue lanzada la banda sonora completa de una película (con diálogos, música, efectos de sonido, etcétera). Un notable ejemplo fue un set de 3 LP de la película de Rankin-Bass El Hobbit, de 1977. Debido a que esta particular película fue producida para televisión, se adaptaba bien al formato LP: incorporando comerciales para finalizar cada lado del LP, se evitaba cualquier edición adicional. Otro ejemplo fue la arriba mencionada Romeo y Julieta, la película demostró ser tan popular que dos años después del lanzamiento original de la película, fue lanzado un set completo de la banda sonora de la película. Otro ejemplo fue Richard III de Laurence Oliver, la banda sonora que fue lanzada el un set de 3 LP por RCA Victor en 1955.

### Canciones extras
A veces, canciones no escuchadas en la película son incluidas en el álbum, especialmente en un lanzamiento en CD de la banda sonora, en oposición a un LP. Algunas de esas canciones pueden ser "outtakes" (canciones o música instrumental grabada para su uso en la película pero "cortadas" en la edición final del lanzamiento), o pueden haber sido usadas en los tráileres pero no en la película. Ejemplos de esto pueden ser la banda sonora de South Park: Bigger, Longer & Uncut. Otros dos ejemplos bien conocidos son los álbumes de banda sonora de Carousel de Rodgers and Hammerstein y El rey y yo ambas de las que incluyen dos o más canciones no escuchadas en la película terminada.

### Popularidad en las culturas
Los álbumes de banda sonora representan la mayor parte de la industria de la música india. En India, los álbumes de banda sonora de música filmi de Bollywood y otras industrias fílmicas indias usualmente venden más que las propias canciones de pop indio.